# 蒙大拿鯡鯰
蒙大拿鯡鯰，為輻鰭魚綱鯰形目北非鯰科的其中一種，分布於亞洲印度及尼泊爾的淡水流域，體長可達29公分，棲息在水流湍急的山區溪流，屬肉食性，生活習性不明。

## 擴展閱讀
維基物種上的相關：蒙大拿鯡鯰